# 萊里亞區
萊里亞區（葡萄牙語：Distrito de Leiria）是葡萄牙中部大區所轄的一個沿海行政區。該區面積為3,515平方公里，其人口（2011年）約470,930人。該區下分16个市镇，首府為萊里亞。

## 另見
- 莱里亚理工学院[1]